# Rhoose
Rhoose (en anglais) ou Y Rhws (en gallois) est un village et une communauté du Vale of Glamorgan, au pays de Galles.

## Toponymie
Le nom du village provient du gallois rhos, qui signifie « lande ». Il est attesté pour la première fois en 1533 sous la forme Rhos.

## Géographie
Rhoose est situé dans le sud du Vale of Glamorgan, près du littoral du canal de Bristol. Il se trouve à 7 km à l'ouest de la ville de Barry et à une vingtaine de kilomètres au sud-ouest de Cardiff.
La communauté de Rhoose comprend aussi les villages et hameaux de East Aberthaw (en), Font-y-Gary (en), Penmark (en) et Porthkerry (en).
L'aéroport international de Cardiff se trouve juste au nord du village. La gare de Rhoose, rebaptisée gare de Rhoose Cardiff International Airport (en) depuis sa réouverture en 2005, est desservie par les trains de la Vale of Glamorgan Line (en) qui relie Cardiff à Bridgend.

## Politique
La communauté de Rhoose correspond au ward (district électoral) du même nom, qui élit trois des 54 membres du conseil de comté du Vale of Glamorgan (en). L'un de ces sièges est occupé par Andrew R. T. Davies, le leader des Conservateurs gallois, à partir d'une élection partielle en 2019. Lors des élections locales de 2022, les trois conseillers élus dans le ward de Rhoose sont les conservateurs Gillian Bruce et William Hennessy et l'indépendante Samantha Campbell.
Pour les élections à la Chambre des communes, Rhoose appartient à la circonscription de Vale of Glamorgan. Pour les élections au Parlement gallois, il est rattaché à la circonscription de Vale of Glamorgan.

## Démographie
Au recensement de 2011, la communauté de Rhoose comptait 6 160 habitants.

## Culture locale et patrimoine
La communauté de Rhoose comprend plus de 30 monuments classés. Le château de Fonmon (en), au nord-ouest du village, est un monument classé de grade I depuis 1952.